# 2023年世界水泳選手権タジキスタン選手団
2023年世界水泳選手権タジキスタン選手団は、2023年7月14日から7月30日まで日本の福岡で開催された第20回世界水泳選手権のタジキスタン選手団、およびその競技結果。

## 選手団
- 人員: 選手 2人

## 選手名簿・結果
| 選手                       | 種目              | 予選   | 予選 | 準決勝   | 準決勝   | 決勝     | 決勝     |
| 選手                       | 種目              | 結果   | 順位 | 結果     | 順位     | 結果     | 順位     |
| -------------------------- | ----------------- | ------ | ---- | -------- | -------- | -------- | -------- |
| ファフリディン・マドカモフ | 男子50m自由形     | 26秒40 | 98位 | 予選敗退 | 予選敗退 | 予選敗退 | 予選敗退 |
| ファフリディン・マドカモフ | 男子50mバタフライ | 27秒10 | 72位 | 予選敗退 | 予選敗退 | 予選敗退 | 予選敗退 |
| エカテリーナ・ボルダチョワ | 女子50m自由形     | 29秒39 | 78位 | 予選敗退 | 予選敗退 | 予選敗退 | 予選敗退 |
| エカテリーナ・ボルダチョワ | 女子50mバタフライ | 32秒09 | 56位 | 予選敗退 | 予選敗退 | 予選敗退 | 予選敗退 |